# Jaresky
Jaresky (ukrainisch Яреськи; russisch Яреськи Jareski) ist ein Dorf im Zentrum der ukrainischen Oblast Poltawa mit etwa 4000 Einwohnern (2001).

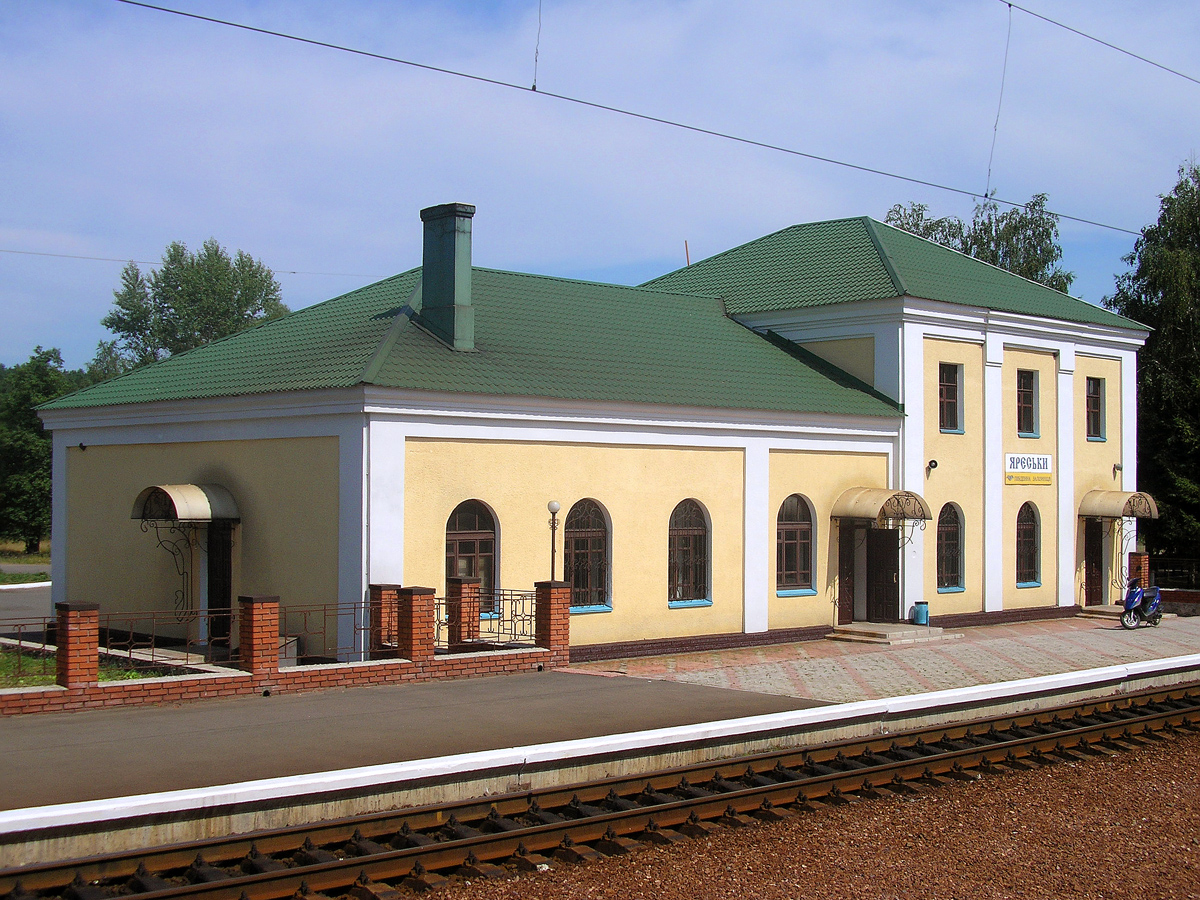
Bahnstation im Ort

Das an der Wende des 14. zum 15. Jahrhundert gegründete Dorf liegt am linken Ufer des Flusses Psel 10 km flussabwärts vom ehemaligen Rajonzentrum Schyschaky. Jaresky befindet sich 115 km südöstlich vom Oblastzentrum Poltawa und besitzt eine Bahnstation an den Bahnstrecken Kiew–Poltawa bzw. Hrebinka–Poltawa.
Am 12. Juni 2020 wurde das Dorf ein Teil der Siedlungsgemeinde Schyschaky, bis dahin bildete es zusammen mit den Dörfern Chwalky (Хвальки), Buchuny (Бухуни), Hontschari (Гончарі), Nyschni Jaresky (Нижні Яреськи) und Sosniwka (Соснівка) die gleichnamige Landratsgemeinde Jaresky (Яреськівська сільська рада/Jareskiwska silska rada) im Westen des Rajons Schyschaky.
Am 17. Juli 2020 kam es im Zuge einer großen Rajonsreform zum Anschluss des Rajonsgebietes an den Rajon Myrhorod.

## Söhne und Töchter des Dorfes
- Wiktor Danilewski (1898–1960), Technikhistoriker und Hochschullehrer